# Petar Bogašinović
Petar Toma Bogašinović (Dubrovnik, oko 1625. – Dubrovnik, 13. rujna 1700.) je bio hrvatski barokni pjesnik iz Dubrovnika. Djed pjesnikinje Lukrecije Bogašinović.
Rodom je iz dubrovačke pučanske obitelji. Radio je kao brijač, bilježnik, liječnik, vicekancelar, kancelar i trgovac.
Pisao je u razdoblju baroka.
Najvažnije mu je djelo ep Beča grada obkruženje od cara Mehmeta i kara-Mustafe velikoga vezjera, u kojem je veličao Ivana Gundulića i carskog generala Gundulića te Ivana Sobieskog. Vremenski djelo obuhvaća Drugu opsadu Beča 1683. te zbivanja poslije opsade. Diplomatsko držanje odrazilo mu se i u djelu: hvali dubrovačke branitelje Beča, jer je u Beču prepoznao novog zaštitnika Dubrovnika, namjesto dotadašnjeg Osmanskog Carstva. Osmansku vojsku nije prikazivao samo u negativnom surječju, jer uvrštava i razumne i pomirljive likove s turske strane te u tekstu suosjeća s poraženim turskim vojnicima. Prvi dio djela tiskan je 1684., a drugi 1685. godine. Osim njega napisao je i druga djela, danas manje poznata.

## Djela
- Becia grada obkruscegnie, od zara Mehmeta i Kara Mustafe velikoga vesiera, 1684., Linz
- Pievagnie drugo od obkruscegnia Becia grada od Kara Mustafe velikoga vesiera, 1685., Padova